# Marie Bäumer
Marie Bäumer (ur. 7 maja 1969 w Düsseldorfie) – niemiecka aktorka filmowa i telewizyjna.  Występowała w ponad czterdziestu filmach od 1993 roku.

## Życiorys
Urodziła się w Düsseldorfie. Dorastała w Hamburgu. W 1998 roku urodziła syna Shawna.

## Wybrana filmografia
- 2001: But Manitou  jako Uschi
- 2001: Zmartwychwstanie  jako Missy
- 2007: Fałszerze jako Aglaya
- 2007: Armin jako Gudrun
- 2013: Tajemnice hotelu Adlon jako Hedda Adlon

## Nagrody

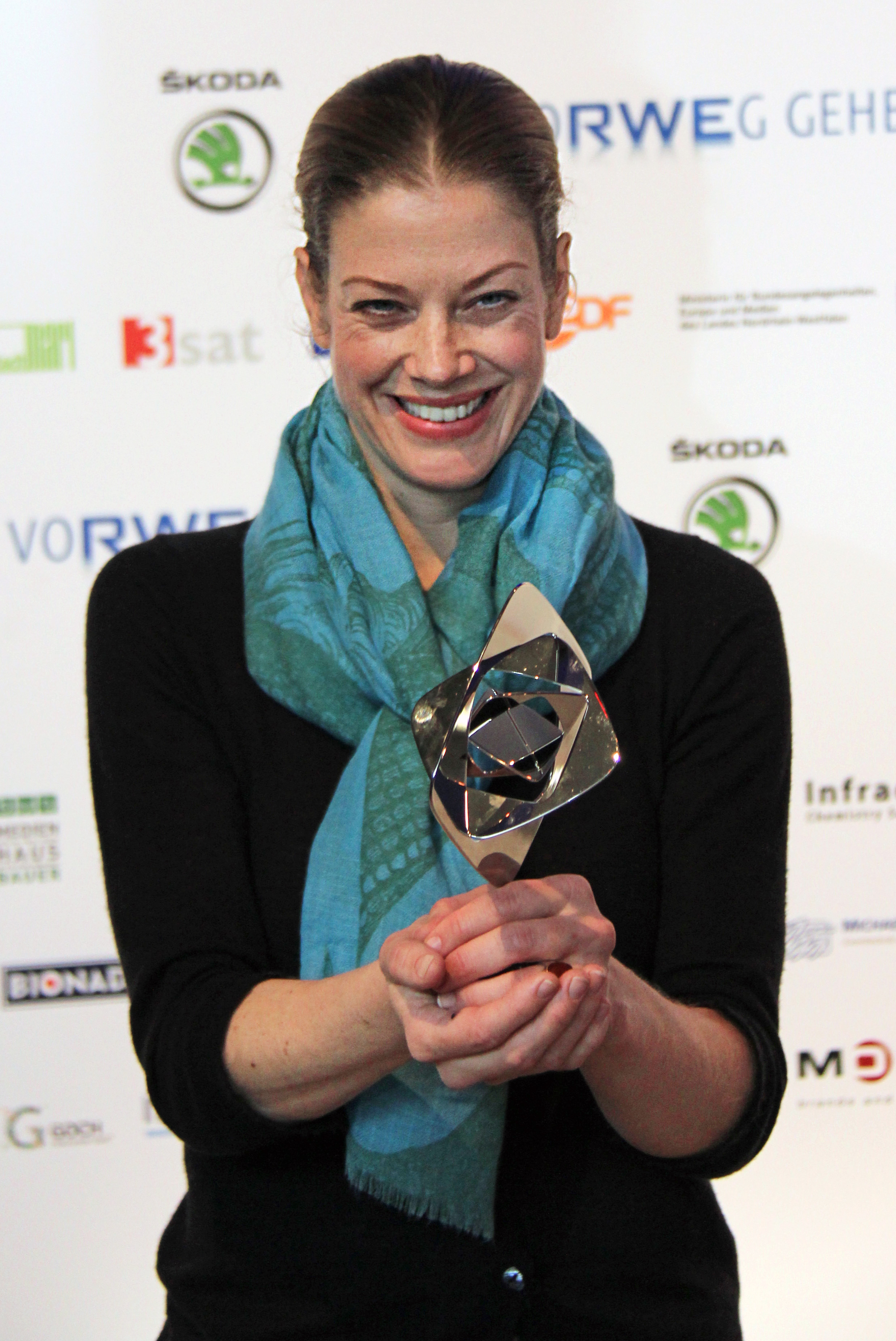
Grimme-Preisträgerin Marie Bäumer bei der Verleihung 2011

- 2011: Grimme-Preis